# Giro del Lazio 1993
Il Giro del Lazio 1993, cinquantanovesima edizione della corsa, si svolse il 18 settembre 1993 su un percorso di 197 km. La vittoria fu appannaggio dello svizzero Pascal Richard, che completò il percorso in 5h27'32", precedendo gli italiani Giorgio Furlan e Roberto Caruso.
Sul traguardo di Roma 63 ciclisti, su 124 partenti dalla medesima partenza, portarono a termine la competizione.

## Ordine d'arrivo (Top 10)
| Pos. | Corridore           | Squadra                   | Tempo    |
| ---- | ------------------- | ------------------------- | -------- |
| 1    | Pascal Richard      | Ariostea                  | 5h27'32" |
| 2    | Giorgio Furlan      | Ariostea                  |          |
| 3    | Roberto Caruso      | ZG Mobili-Bottecchia      |          |
| 4    | Gianluca Bortolami  | Lampre-Polti              |          |
| 5    | Claudio Chiappucci  | Carrera Jeans-Tassoni     |          |
| 6    | Alberto Elli        | Ariostea                  |          |
| 7    | Fausto Dotti        | Jolly Componibili-Club 88 |          |
| 8    | Stefano Della Santa | Mapei-Viner               |          |
| 9    | Álvaro Mejía        | Motorola Cycling Team     |          |
| 10   | Diego Trepin        | ZG Mobili-Bottecchia      |          |